# Javené
Javené (bret. Yaoueneg) – miejscowość i gmina we Francji, w regionie Bretania, w departamencie Ille-et-Vilaine.
Według danych na rok 1990 gminę zamieszkiwało 1268 osób, a gęstość zaludnienia wynosiła 69 osób/km² (wśród 1269 gmin Bretanii Javené plasuje się na 485. miejscu pod względem liczby ludności, natomiast pod względem powierzchni na miejscu 544.).